# Grote Prijs van Québec 2013
De vierde editie van de wielerwedstrijd Grote Prijs van Quebec werd gehouden op 13 september 2013. De wedstrijd maakte deel uit van de UCI World Tour 2013. Titelverdediger was de Australiër Simon Gerrans; Robert Gesink won deze editie.

## Deelnemende ploegen
| 19 UCI World Tour-ploegen | 19 UCI World Tour-ploegen | 19 UCI World Tour-ploegen | 2 wildcards       |
| ------------------------- | ------------------------- | ------------------------- | ----------------- |
| AG2R-La Mondiale          | FDJ.fr                    | Omega Pharma-Quick Step   | Europcar          |
| Argos-Shimano             | Team Garmin-Sharp         | Orica-GreenEdge           | Canadese selectie |
| Astana Pro Team           | Lampre-Merida             | RadioShack-Leopard        |                   |
| Belkin Pro Cycling        | Lotto-Belisol             | Saxo-Tinkoff              |                   |
| BMC Racing Team           | Katjoesja Team            | Sky ProCycling            |                   |
| Cannondale Pro Cycling    | Team Movistar             | Vacansoleil-DCM           |                   |
| Euskaltel-Euskadi         |                           |                           |                   |

## Rituitslag
| Grote Prijs van Quebec 2013 |                   |                        |          |
| Plaats                      | Naam              | Ploeg                  | Tijd     |
| 1                           | Robert Gesink     | Belkin Pro Cycling     | 4u58'13" |
| 2                           | Arthur Vichot     | FDJ.fr                 | z.t.     |
| 3                           | Greg Van Avermaet | BMC Racing Team        | z.t.     |
| 4                           | Fabian Wegmann    | Team Garmin-Sharp      | z.t.     |
| 5                           | Rui Costa         | Team Movistar          | z.t.     |
| 6                           | Niki Terpstra     | Omega Pharma-Quickstep | z.t.     |
| 7                           | Tom-Jelte Slagter | Belkin Pro Cycling     | z.t.     |
| 8                           | Matti Breschel    | Team Saxo-Tinkoff      | z.t.     |
| 9                           | Simon Geschke     | Argos-Shimano          | z.t.     |
| 10                          | Peter Sagan       | Cannondale Pro Cycling | + 6"     |

2010 · 2011 · 2012 · 2013 · 2014 · 2015 · 2016 · 2017 · 2018 · 2019 · 2020-2021 · 2022 · 2023 · 2024
 Tour Down Under · 
 Parijs-Nice · 
 Tirreno-Adriatico · 
 Milaan-San Remo · 
 Ronde van Catalonië · 
 E3 Harelbeke · 
 Gent-Wevelgem · 
 Ronde van Vlaanderen · 
 Ronde van het Baskenland · 
 Parijs-Roubaix · 
 Amstel Gold Race · 
 Waalse Pijl · 
 Luik-Bastenaken-Luik · 
 Ronde van Romandië · 
 Ronde van Italië · 
 Critérium du Dauphiné · 
 Ronde van Zwitserland · 
 Ronde van Frankrijk · 
 Clásica San Sebastián · 
 Ronde van Polen · 
  Eneco Tour · 
 Ronde van Spanje · 
 Vattenfall Cyclassics · 
 GP Ouest France-Plouay · 
 Grote Prijs van Quebec · 
 Grote Prijs van Montreal · 
 UCI Ploegentijdrit · 
 Ronde van Lombardije · 
 Ronde van Peking